# (450130) 2015 SP3
(450130) 2015 SP3 es un asteroide perteneciente al cinturón de asteroides, descubierto el 23 de mayo de 2006 por el equipo del Siding Spring Survey desde el Observatorio de Siding Spring, Nueva Gales del Sur, Australia.

## Designación y nombre
Designado provisionalmente como 2015 SP3.

## Características orbitales
2015 SP3 está situado a una distancia media del Sol de 2,590 ua, pudiendo alejarse hasta 3,216 ua y acercarse hasta 1,963 ua. Su excentricidad es 0,242 y la inclinación orbital 15,470 grados. Emplea 1522,05 días en completar una órbita alrededor del Sol.
El próximo acercamiento a la órbita de Júpiter ocurrirá el 27 de septiembre de 2108.

## Características físicas
La magnitud absoluta de 2015 SP3 es 16,55. Tiene 1,681 km de diámetro y su albedo se estima en 0,036.